# Yadiletsy Ríos
Yadiletsy Ríos Bueno (Camagüey, 6 gennaio 1977) è un'ex cestista cubana con cittadinanza italiana.

## Carriera
Con Cuba ha disputato i Campionati mondiali del 1998.